# Lausos
Lausos (eerste helft van de 5e eeuw) was eunuch en kamerheer van de Byzantijnse keizer Theodosius II. Hij werd bekend door zijn grote kunstverzameling, die hij tentoonstelde in zijn paleis in Constantinopel. Veel standbeelden in deze verzameling waren afkomstig van geplunderde heidense heiligdommen. Net als veel tijdgenoten was Lausos een devoot christen, maar had hij een esthetische en historische waardering voor de heidense kunstschatten. Onder andere het beeld van Zeus te Olympia zou onderdeel zijn geweest van de collectie.
De collectie is verloren gegaan toen zijn paleis afbrandde in 475. Beschrijvingen van de collectie dateren uit de 11e en 12 eeuw.